# ويليام تي نولان
ويليام تي نولان (بالإنجليزية: William T. Nolan)‏ هو مهندس معماري أمريكي، ولد في 1887، وتوفي في 1969.